# (8297) Gérardfaure
8297 Gerardfaure (1993 QJ4) – planetoida z pasa głównego asteroid okrążająca Słońce w ciągu 3,35 lat w średniej odległości 2,24 au. Odkryta 18 sierpnia 1993 roku.